# Aptesis punjabensis
Aptesis punjabensis är en stekelart som först beskrevs av Gupta 1955.  Aptesis punjabensis ingår i släktet Aptesis och familjen brokparasitsteklar. Inga underarter finns listade.